# Koreanska folkarméns flotta
Koreanska folkarméns flotta är Nordkoreas flotta. 
Koreanska folkarmén utgörs av tre försvarsgrenar: markstridskrafterna, flygvapnet och flottan. 
Den nordkoreanska flottan bildades 1946, och den bestod under 1990-talet av mellan 40 000 till 60 000 man; 2008 låg siffran på 46 000.